# 60-я ракетная дивизия
60-я ракетная Таманская ордена Октябрьской Революции, Краснознамённая дивизия имени 60-летия СССР (войсковая часть № 89553) — оперативно-стратегическое соединение (ракетная дивизия), в составе 27-й гвардейской ракетной армии Ракетных войск стратегического назначения, расположенная в ЗАТО Светлый Татищевского района Саратовской области.
В составе дивизии 10 ракетных полков, части специальных войск и тыла, аэродром Татищево. Позиционные районы дивизии расположены в правобережных районах Саратовской области: Татищевском, Аткарском, Петровском, общей площадью 7 тысяч квадратных километров.

## История
Дивизия была сформирована с 28 мая по 1 сентября 1961 года в Биробиджане на основе частей 229-й истребительной авиационной Таманской Краснознамённой дивизии в связи реорганизацией Вооружённых Сил Союза, в соответствии с Законом Верховного Совета Союза ССР «О новом значительном сокращении ВС СССР», от 15 января 1960 года, все регалии и почётные наименования 28 мая 1961 года переданы во вновь формируемую 60 рд. Истории героев 46-го гвардейского ночного бомбардировочного авиационного полка посвящены стенды на территории военного городка дивизии.
15 января 1962 года дивизия заступила на боевое дежурство, имея на вооружении ракетные комплексы первого поколения с ракетами Р-12 (8К63). 31 октября 1962 года дивизии было вручено Боевое знамя с орденом Красного Знамени и грамота.
В 1964 году дивизия была передислоцирована в посёлок Татищево Саратовской области. С 1965 года дивизия входила в боевой состав вновь сформированного 18-го отдельного ракетного корпуса, (Оренбург), 8 июня 1970 года передана в боевой состав 27-й гвардейской ракетной Витебской Краснознамённой армии.
6 декабря 1977 года за высокие показатели в боевой выучке, мужество и воинскую доблесть, проявленные на учениях, Главнокомандующий РВСН генерал армии В. Ф. Толубко вручил ракетной дивизии вымпел Министра обороны СССР «За мужество и воинскую доблесть».
Указом Президиума Верховного Совета СССР от 21 февраля 1978 года за достигнутые успехи в боевой и политической подготовке, освоение новой боевой техники и в связи с 60-летием СА и ВМФ дивизия была награждена орденом Октябрьской революции.
В 1982 году приказом МО СССР от 17 декабря 1982 года № 0229 за успехи в боевой и политической подготовке и в связи с 60-летием со дня образования СССР дивизии было присвоено именное наименование — «имени 60-летия СССР».
30 декабря 1998 года один из ракетных полков дивизии под командованием полковника Петровского Ю. С. первым в РВСН заступил на боевое дежурство с новым ракетным комплексом пятого поколения «Тополь-М».

## Командование

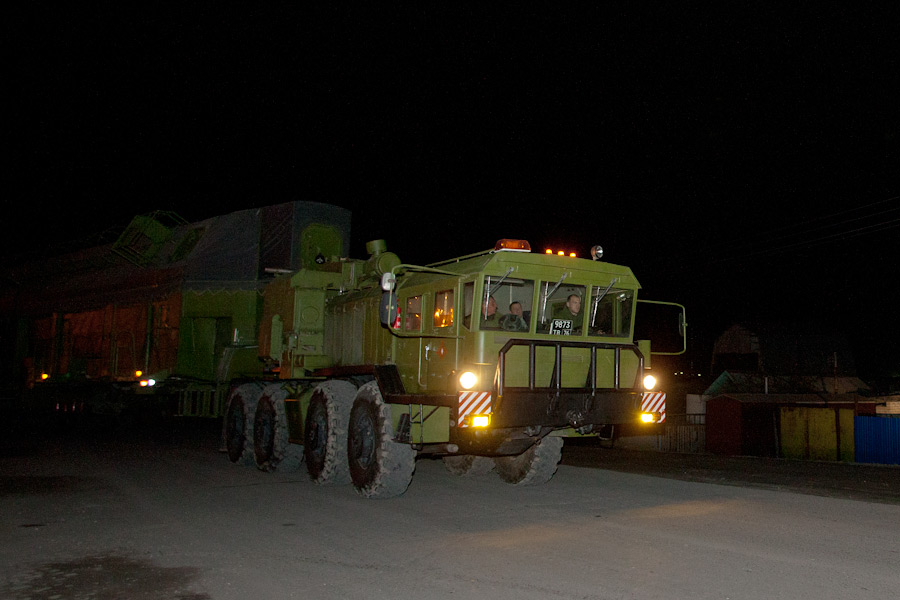
Транспортировка к месту загрузки в шахту межконтинентальной баллистической ракеты ракетного комплекса 5-го поколения РТ-2ПМ2 «Тополь-М».

- 1961—1963 гг. генерал-майор Северов Леонид Сергеевич
- 1963—1974 гг. генерал-майор Коваленко Виктор Леонидович
- 1974—1981 гг. генерал-майор Лопатин Николай Яковлевич
- 1981—1986 гг. генерал-майор Касьянов Алексей Александрович
- 1986—1989 гг. генерал-майор Макаровский Юрий Михайлович
- 1989—1991 гг. генерал-майор Чиликин Станислав Николаевич
- 1991—1993 гг. генерал-майор Яковлев Владимир Николаевич
- 1993—1997 гг. генерал-майор Кононов Юрий Евгеньевич
- 1997—2001 гг. генерал-майор Кавелин Юрий Николаевич
- 2001—2009 гг. генерал-майор Кириллов Владимир Александрович
- 2009—2011 гг. полковник Дерявко Александр Васильевич
- 2011—2012 гг. — полковник Логинов Андрей Геннадьевич
- 2012—2014 гг. генерал-майор Михолап Леонид Александрович
- 2014—2021 гг. — генерал-майор Баитов Михаил Валерьевич
- 2021--2024 гг. — полковник Гиносян Михаил Фрунзевич
- 15 февраля 2024- н.в. - генерал-майор Черевко Андрей Николаевич

## Боевой состав
- управление

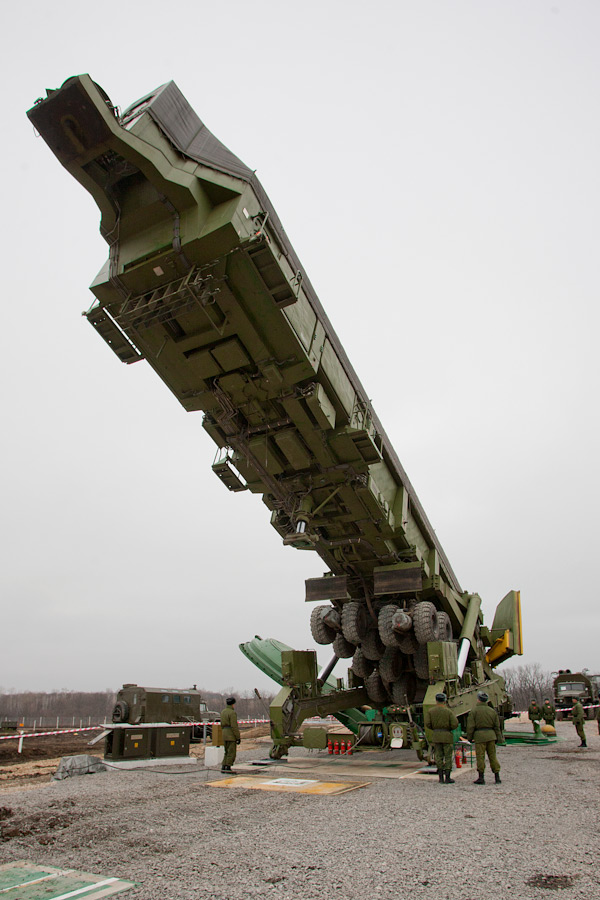
Загрузка ракеты в шахту.

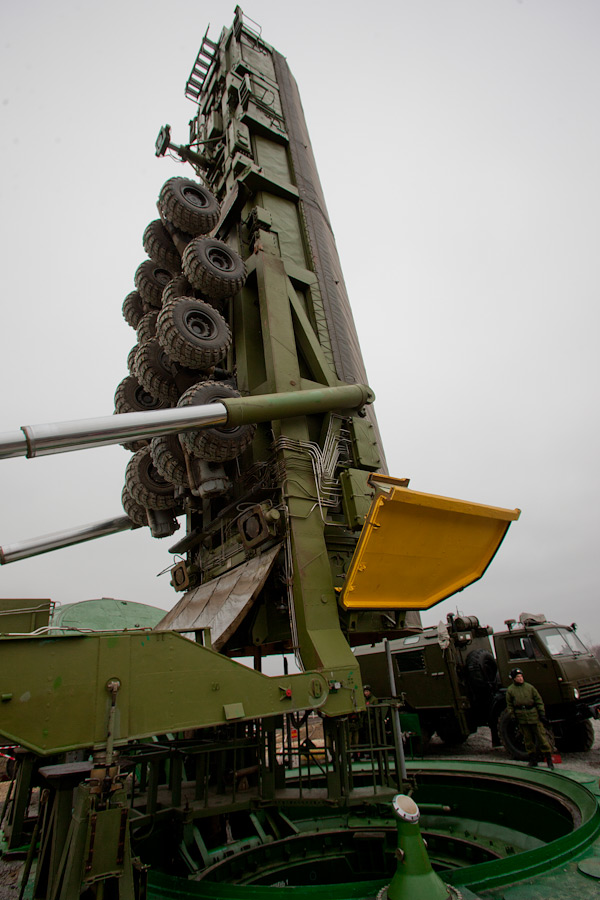

По состоянию на 2012 год в составе дивизии 10 ракетных полков:
- 626-й ракетный полк (в/ч 52636)[4];
- 687-й ракетный полк (в/ч 44158)[5];
- 649-й ракетный полк (в/ч 93412)[6];
- 104-й ракетный Саратовский полк (в/ч 55555) — первый полк, переоснащённый МБР «Тополь-М»[7];
- 31-й ракетный полк (в/ч 97690)[8];
- 86-й ракетный полк (в/ч 95836)[9];
- 122-й ракетный полк (в/ч 77980)[10];
- 165-й ракетный полк (в/ч 74838)[11];
- 271-й ракетный полк (в/ч 46186)[12];
- 203-й ракетный полк (в/ч 48205)[13];

Вспомогательные части:
- 2953-я техническая ракетная база (ТРБ, в/ч 11981)[14];
- 842-я ремонтно-техническая база[14] (РТБ, в/ч 68886)
- 164-й узел комплексного технического контроля (в/ч 89553-К);
- 123-я станция фельдъегерско-почтовой связи (в/ч 16225);
- Батальон боевого обеспечения (ББО в/ч 89553);
- 59-я эксплуатационно-техническая комендатура (в/ч 63629);
- 271-я полевая автомобильная ремонтная мастерская;
- 8-й отдельный медицинский батальон (в/ч 41527);
- 1707-й отдельный батальон охраны и разведки (в/ч 42612)(с января 2012 г. переформирован в батальон охраны и разведки (БОР в/ч 89553), сокращено несколько рот);
- 1445-й подвижный командный пункт войсковой части 89553;
- 10-я отдельная вертолётная эскадрилья (в/ч 28591) с 2011 года исключена из состава дивизии.
- 3910-я база регламента средств боевого управления и связи (в/ч 40225) — расформирована
- Группа регламента и ремонта  средств боевого управления и связи (в/ч 89553) — расформирована (вошла в состав ТРБ, в/ч 11981, в 2023 г.)
- 2964-я база тылового обеспечения (в/ч 89553-ц)
- Подвижная авторемонтная мастерская (в/ч 89553-А)

Последние две с октября 2011 года объединены в батальон материально-технического обеспечения (в/ч 89553-БМТО).
Расформированные части:
- 315-й ракетный полк (в/ч 45835) — расформирован в 2007 году[15][16]
- 827-й ракетный полк (в/ч 52633), расформирован в 2007 году

## Вооружение
12 августа 1968 года первые части дивизии заступили на боевое дежурство на ракетном комплексе с ракетами УР-100 (РС-10, SS-11).
На вооружении дивизии в разное время стояли шахтные ракетные комплексы УР-100, УР-100Н и УР-100Н УТТХ (по классификации НАТО SS-19 mod.1 Stiletto), а также РТ-23 УТТХ (SS-24), с 1997 года идёт перевооружение дивизии на шахтный вариант РК РТ-2ПМ2 «Тополь-М» (не менее 48 пусковых установок ракетного комплекса, на 2008 год, 60 пусковых установок на 2013 год.
На 2017 год в составе дивизии 60 ШПУ 15П765 с ракетой 15Ж65 и 40 ШПУ 15П735 с ракетой 15А35, а также 10 унифицированных командных пунктов (6 15В222 и 4 15В52У).